# Johnny Cash
Johnny Cash, rodným jménem J. R. Cash (26. února 1932 Kingsland, Arkansas – 12. září 2003 Nashville, Tennessee) byl americký zpěvák, kytarista a skladatel. Proslul především díky country, ale svým rozsahem patřil i do dalších žánrů. Podle mnoha hudebních kritiků se stal jedním z nejvýznamnějších amerických zpěváků dvacátého století.
Byl dobře znám nejen svým černým oblečením a skromným pozdravem při zahajování svých koncertů „Hello, I'm Johnny Cash...“, ale je držitelem mnoha ocenění. Má hvězdu na Hollywoodském chodníku slávy a stal se nejmladším umělcem, který byl uveden do Country Music Hall of Fame.
Mezi nejznámější písně, které nesou jeho rukopis, patří jeho prvotiny ve stylu country a rockabilly, „Hey Porter“ nebo „Cry, Cry, Cry“, „Folsom Prison Blues“ tvořící jeho image desperáta, hity „I Walk the Line“, „Ring of Fire“ a „Man in Black“, žertovná „A Boy Named Sue“, „Jackson“, duet s jeho druhou ženou, June Carter Cash z Carter Family, ale také coververze rockových písní jako „Hurt“, nebo „Personal Jesus“. Tématy mnoha Cashových písní, především pak těch z konce kariéry, jsou smutek a bolest, ale také naděje a vykoupení.

## Život

### Dětství
Narodil se jako J. R. Cash v Kingslandu v Arkansasu manželům Rayovi a Carrie (rozené Riversové) Cashovým a vyrůstal v Dyess v Arkansasu, měl šest sourozenců.
Rodiče mu dali jméno „J.R.“, protože se prý nemohli na žádném jménu shodnout, pouze na iniciálách. Během služby u Letectva Spojených států nemohla armáda přijmout J.R. jako jméno, přijal proto jméno John R. Cash. V roce 1955 si zvolil pseudonym Johnny Cash.
Jako dítě musel pracovat na bavlníkové plantáži, která byla několikrát zatopena. Osobní a sociální problémy jeho rodiny za hospodářské krize se projevily v některých jeho písňových textech. Povodeň na farmě jej inspirovala k napsání „Five Feet High And Rising“. Roku 1944 byl jeho bratr Jack stažen kotoučem cirkulárky, se kterou pracoval, a ta ho téměř rozřízla na dvě části. Než zemřel, trpěl více než týden, během kterého měl prý zjevení andělů a nebe. Johnny si bratrovu smrt dával často za vinu a říkal, že se mu bratr zjevuje ve snech.
Už jako velmi malý začal zpívat. Byl ovlivněn především irskou muzikou z rádia, a také gospelovou muzikou.

### Mládí
Na střední škole zpíval v rozhlasové stanici KLCNV, po střední škole ve studiu nepokračoval, místo toho začal pracovat v detroitské automobilce. V roce 1950 nastoupil do armády, k bezpečnostní složce Letectva Spojených států. Seznámil se také s katoličkou Vivian Liberto, záhy však byl armádou povolán do německého Landsbergu, kde měl za úkol dekódovat ruské vysílání z Morseovy abecedy. S Vivian si tak mohl jen dopisovat. Zajímavostí z tohoto období jeho života může být to, že byl jedním z prvních, kdo v zahraničí věděl o úmrtí J. V. Stalina.
Po návratu z Německa, v roce 1954 se Johnny a Vivian vzali. Měli spolu čtyři dcery: Rosanne (1955), Kathleen (1956), Cindy (1959) a Taru (1961).

### Počátek kariéry

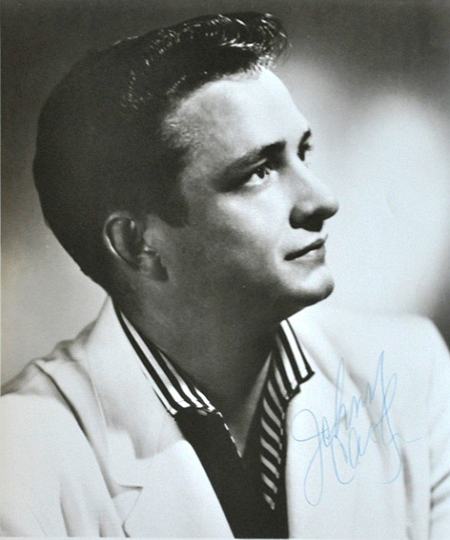
Foto pro Sun Records

Poté, co se Johnn Cash s manželkou Vivian roku 1954 přestěhoval do Memphisu v Tennessee, živil se jako podomní obchodník. Po večerech však začal hrát spolu se skupinou The Tennessee Two (později přejmenovanou na The Tennessee Three). V roce 1955 vydal producent Sam Phillips v Sun Records jeho první nahrávky „Hey Porter“ a „Cry, Cry, Cry“, které se setkaly s takovým úspěchem, že se Cash mohl začít naplno věnovat kariéře zpěváka.
Nahrávka „Folsom Prison Blues“ se umístila mezi Top 5 v country hitparádě, a jeho velký hit „I Walk the Line“ dosáhl v roce 1956 prvního místa v žebříčku country. Roku 1957 následovala píseň „Home of the Blues“. Cashova kariéra začala strmě růst. Ještě téhož roku se stal prvním umělcem Sun Records, který nahrál dlouhohrající desku, vystupoval v Grand Ole Opry, show Eda Sullivana i v Carnegie Hall. V roce 1958 opustil malou nahrávací společnost Sun a uzavřel lukrativní smlouvu s Columbia Records, která mu za podpis slíbila 50 000 dolarů. Tam se také jeho singl „Don't Take Your Guns to Town“ stal jedním z jeho dalších hitů.
Na počátku šedesátých let koncertoval s Carter Family, v níž byly také Anita, June a Helen Carterovy.

### Image desperáta

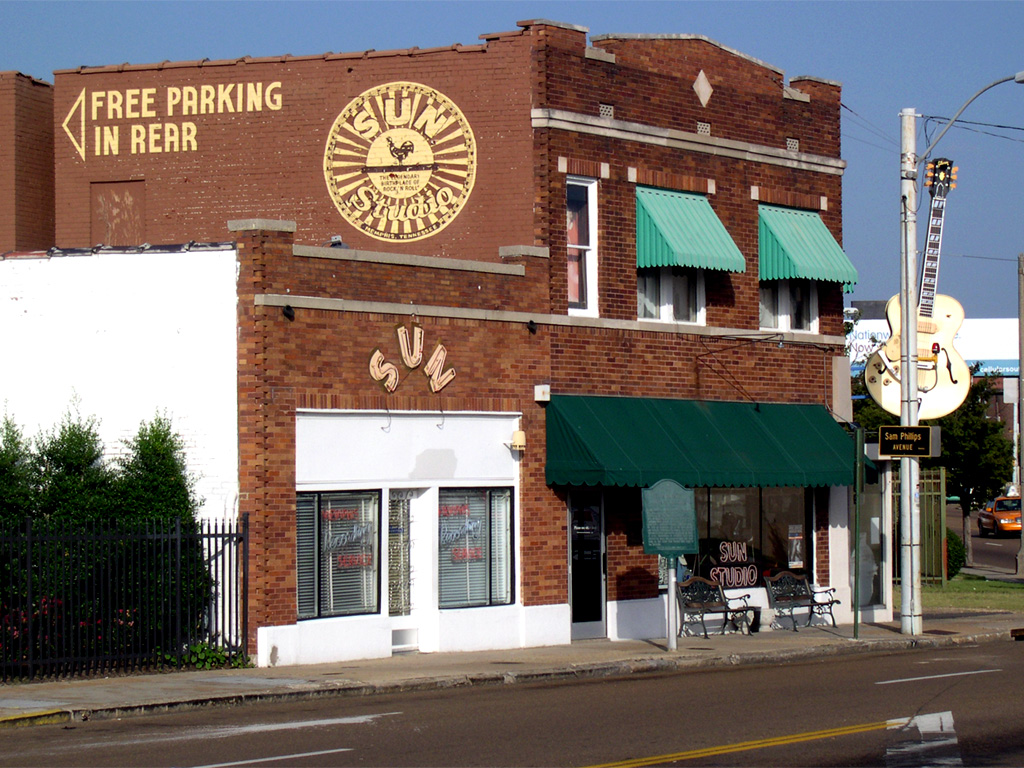
Sun Studio Sama Pillipse v Memphisu

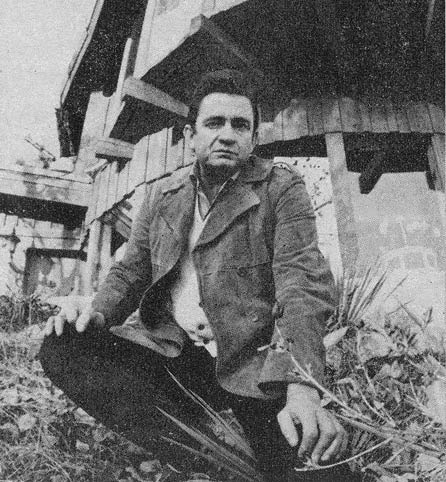
Johnny Cash v roce 1969.

S jeho stoupající popularitou v šedesátých letech začaly i jeho problémy s drogami. Propadl alkoholu a stal se závislý na amfetaminech a barbiturátech. Krátce sdílel byt s Waylonem Jenningsem, který byl na amfetaminech silně závislý. Během koncertování užíval stimulanty, aby vydržel vzhůru. Drogy měly negativní dopad na jeho chování. Často byl nervózní a reagoval nevypočitatelně. Sám později přiznal, že vyzkoušel snad každou drogu.
Vzrůstající závislost zatím ale nepoznamenala Cashovu tvořivost. Jeho provedení hitu „Ring of Fire“ dosáhlo úspěchu jak v country žebříčcích, tak i v popových hitparádách.
Roku 1965 v Los Padres National Forest v Kalifornii začalo jeho auto hořet od přehřátého ložiska, což způsobilo lesní požár. Když se soudce Cashe ptal, proč požár způsobil, odpověděl: „Já to nebyl, ale moje auto, to je mrtvé, takže ho vyslechnout nemůžete.“ Požár zachvátil 2,06 km2, zničil porost na třech horách a zabil 49 z 53 hnízdících ohrožených kondorů. Cash na to reagoval: „Nestarám se o vaše zatracený žlutý káňata.“ Měl nejprve zaplatit 125 127 dolarů, ale nakonec musel zaplatit jen 82 001 dolarů.
I přes občasné problémy se zákonem a image desperáta Cash nikdy nebyl odsouzen k odnětí svobody. Sedmkrát byl sice zadržen, ale vždy byl internován nejdéle na jednu noc. Roku 1965 byl dokonce v El Pasu v Texasu zadržen protidrogovým oddílem. Ten ho podezíral z pašování heroinu z Mexika. Policie nalezla v jeho kytarovém pouzdře narkotika, ale jednalo se pouze o léky na předpis, nikoli o nepovolené drogy. Cash nakonec vyvázl s podmínkou. Téhož roku byl jedné noci zadržen v Starkville v Mississippi za vniknutí na cizí pozemek, kde chtěl trhat květiny.
V polovině šedesátých let vydal několik konceptuálních alb jako Bitter Tears (1964) a Ballads of the True West (1965), zároveň ale jeho drogová závislost dosáhla vrcholu, což vedlo k rušení některých koncertů, ale také k rozvodu s jeho první ženou v roce 1967.

### June Carterová

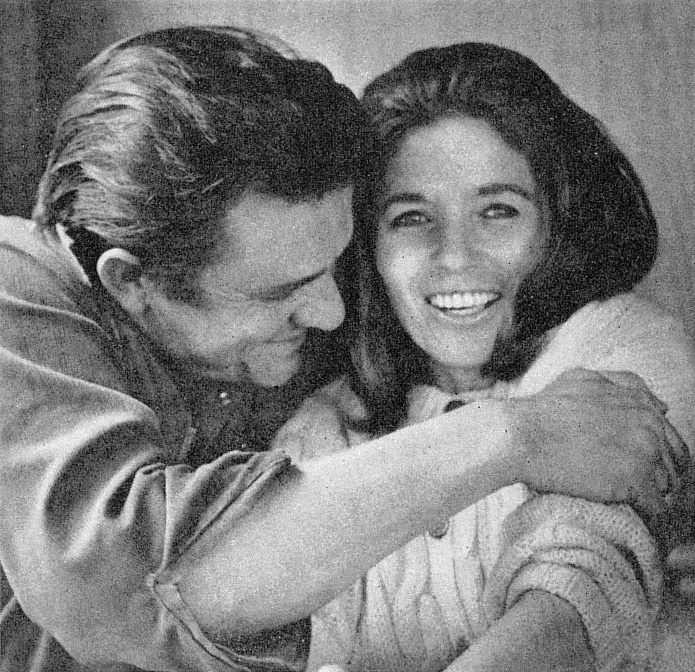
Johnny Cash a jeho druhá žena, June Carterová

Cash koncertoval již dříve s Carter Family, v roce 1967 pak s June Carterovou nazpíval duet „Jackson“, ten byl oceněn cenou Grammy.
Cash skončil s užíváním drog v roce 1968 po spirituálním prožitku v Nickajack Cave, velkém, polozatopeném jeskynním komplexu v okrese Marion v Tennessee. June, matka Maybelle a otec Ezra Carterovi se odstěhovali na měsíc na jeho sídlo, aby mu pomohli bojovat se závislostí. 22. ledna Johnny požádal June na pódiu o ruku, ta souhlasila a 1. března byli oddáni. Cash také obnovil svoji víru v malé evangelikální církvi Evangel Tempel.

### Folsom Prison Blues a koncerty pro vězně
Na konci šedesátých let Cash začal koncertovat ve věznicích, tyto koncerty byly zaznamenány na živých albech At Folsom Prison (1968) a At San Quentin (1969). Nahrávka ze San Quentin obsahuje hit „A Boy Named Sue“ od Shela Silversteina. Kromě věznic v USA navštívil Cash roku 1972 vězení v Österåker ve Švédsku. V roce 1973 byl vydán záznam På Österåker (V Österåker), mezi písněmi zde Cash mluví švédsky.

### Muž v černém
V letech 1969 až 1971, měl Cash svůj televizní pořad The Johnny Cash Show na stanici ABC. Každý díl otevírali The Statler Brothers, nedílnou součástí byla také Carter Family a Carl Perkins. Jeho hosty byli například Neil Young, Louis Armstrong, James Taylor, Ray Charles, Eric Clapton nebo Bob Dylan. Dylana poznal Cash v polovině šedesátých let a později se stali přáteli a nazpívali spolu duet na Dylanově countryovém albu Nashville Skyline. Dalším umělcem, kterému The Johnny Cash Show pomohla v kariéře, byl začínající textař Kris Kristofferson. Cash odmítl změnit text Kristoffersonovy písně Sunday Mornin' Comin' Down, jak to po něm chtělo vedení televize kvůli narážce na marihuanu.
Prolínání rock and rollu, rocku, folku, country a soulu, ke kterému v show docházelo, významně ovlivnilo další vývoj populární hudby.
V roce 1976 zazněl v jeho písni One Piece at a Time poprvé termín Psychobilly, pozdější název žánru hudby.
V roce 1971 vysvětlil v písni Man in Black (Muž v černém), proč pořád nosí pro něj typické černé oblečení:
| „ | We're doing mighty fine I do suppose In our streak of lightning cars and fancy clothes But just so we're reminded of the ones who are held back Up front there ought to be a man in black. | “ |

Cash a jeho kapela původně nosili černou, protože to byla jediná shodná barva, kterou měly jejich kostýmy. Z počátku kariéry nosil i barevné oblečení, ale černou si oblíbil jak na pódiu, tak i mimo něj. Kromě politických důvodů byla černá vždy jeho oblíbenou barvou . Tmavé uniformy jsou dodnes mezi americkými námořníky, jejichž košile, kravata a kalhoty jsou úplně černé, známy jako „Johnny Cashes“.
V polovině sedmdesátých let začala Cashova popularita upadat, přesto se prodalo 1,3 milionů kusů jeho první autobiografie nazvané Man in Black, která vyšla roku 1975. Druhá autobiografie s názvem Cash: The Autobiography vyšla v roce 1997.

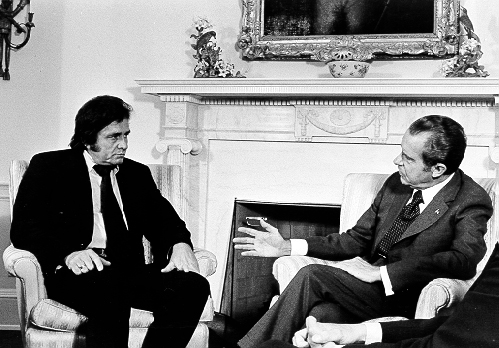
Cash obhajuje reformu vězeňství při setkání s Richardem Nixonem v roce 1972.

Jeho přátelství s kazatelem Billy Grahamem vedlo ke spolupráci na filmu o životě Ježíše Krista The Gospel Road. Cash byl spolutvůrcem textu a také vypravěčem. V průběhu sedmdesátých let se také objevoval například v každoročním vánočním speciálu stanice CBS. Zahrál si v seriálu Columbo (epizoda Labutí píseň) a se svou ženou se objevil i v jednom z dílů seriálu Little House on the Prairie. V miniseriálu North and South si zase zahrál bojovníka proti otroctví Johna Browna.
Cash se přátelil se všemi prezidenty Spojených států, počínaje Richardem Nixonem, a zvláště pak s Jimmy Carterem. Nixonem byl roce 1972 pozván do Bílého domu. Prezidentská kancelář požadovala, aby zahrál Okie from Muskogee (původně satirickou píseň Merle Haggarda o lidech opovrhujících těmi, kteří berou drogy a protestují proti válce) a Welfare Cadillac (píseň zpochybňující poctivost příjemců sociálních dávek). Cash ale politické objednávce nevyhověl a zahrál The Ballad of Ira Hayes (o domorodém veteránovi z druhé světové války, který byl po válce v Arizoně špatně přijat), What is Truth? a Man in Black. Podle něj nebyly za odmítnutím Nixonových písní politické důvody, ale fakt, že písně neznal a nedokázal by je nacvičit.

### Highwayman
Přestože v osmdesátých letech jeho nahrávky nedosahovaly takové popularity, stal se nejmladším členem Country Music Hall of Fame. V polovině osmdesátých let koncertoval s Waylonem Jeningsem, Willie Nelsonem, a Krisem Kristoffersonem jako skupina The Highwaymen. Z této doby pocházejí dvě hitová alba (Highwayman a Highwayman 2).
Cash se objevil v několika televizních filmech. V roce 1981, to byl The Pride of Jesse Hallam zabývající se negramotností dospělých. V roce 1983 se objevil jako šerif v Murder In Coweta County spolu s Andy Griffithem – film byl natočen podle skutečného kriminálního případu.
Krátce se znovu stal závislým na lécích, což způsobily léky proti bolesti, které bral, když ho v roce 1983 na jeho farmě kopl pštros a vážně ho zranil.
Cash nebyl spokojen s marketingem Columbia Records, proto nazpíval záměrně „příšernou“ píseň „Chicken in Black“ o slepici, které je implantován mozek Johnnyho Cashe a začne zpívat jeho písně, a Cash naproti tomu dostane mozek bankovního lupiče a s kytarou přepadá banky. Píseň se paradoxně stala komerčně úspěšnější než jeho ostatní tehdejší písně. Nakonec u Columbia Records skončil a vrátil se do Sun Studios.
V roce 1986, po návratu do Sun Studios v Memphisu, se spojil s Royem Orbinsonem, Jerry Lee Lewisem a Carlem Perkinsem, aby vytvořil album Class of '55.
Téhož roku vydal svůj jediný román Man in White, knihu o apoštolu Pavlovi. V roce 1988 navštívil v nemocnici Waylona Jenningse, zotavujícího se tam z infarktu. Jennings mu navrhl, aby se nechal také vyšetřit. Doktor mu po vyšetření doporučil bypass. Po operaci odmítal jakékoli léky proti bolesti v obavě, že se stane znovu závislým. Během operace měl prožitek blízké smrti – říkal, že měl tak krásnou vizi nebe, že byl naštvaný, když se probudil živý.
Roku 1990 namluvil Johnny Cash Reads The Complete New Testament (Johnny Cash čte Úplný Nový zákon).

### American Recordings

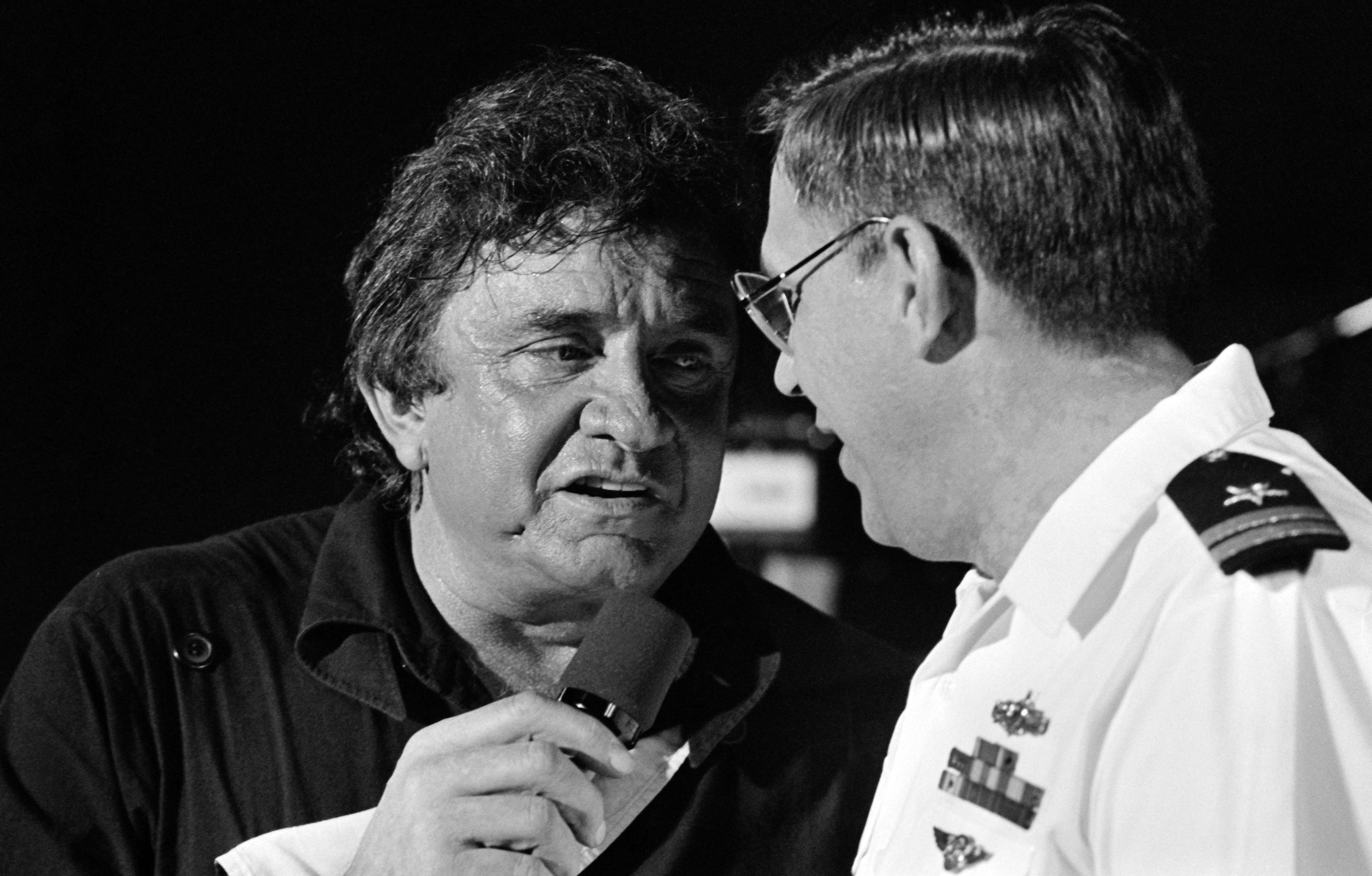
Johnny Cash zpívá duet s poručíkem námořnictva (1987)

Když Cash odešel od Columbia Records, měl mezi lety 1987 a 1991 smlouvu s Mercury Records. V roce 1991 zpíval vedoucí vokály pro křesťanskou punkovou skupinu One Bad Pig v cover verzi jeho písně „Man in Black“ na albu I Scream Sunday a stal se čestným členem skupiny, ale jeho comeback přišel v devadesátých letech. Tehdy se stal populární také mezi mladšími posluchači, kteří se o country nezajímali, když se v roce 1993 objevil v „The Wanderer“, písni z alba Zooropa irské rockové skupiny U2.
Stárnoucího zpěváka, který nebyl u žádné nahrávací společnosti, kontaktoval producent Rick Rubin (Danzig, Slayer nebo Beastie Boys) a nabídl mu smlouvu se svou společností American Recordings. V roce 1994 nahrál Cash ve svém obývacím pokoji pod Rubinovým vedením album American Recordings za doprovodu své kytary. Album obsahovalo coververze soudobých umělců vybraných Rubinem (mj. Glenna Danziga nebo Toma Waitse) a setkalo se s příznivou kritikou i komerčním úspěchem. Cash za ně získal Grammy za nejlepší soudobé folkové album (Grammy Award for Best Contemporary Folk Album). Roku 1996 na úspěch nahrávky American Recordings navázal albem Unchained, kde ho doprovázeli Tom Petty and the Heartbreakers. Album získalo Grammy za nejlepší country album.
Cash se objevil se svou ženou v několika seriálech – například Doktorka Quinnová či Columbo. Propůjčil svůj hlas také mluvícímu kojotovi v 9. dílu 8. řady seriálu Simpsonovi (Homerova mystická cesta). V roce 1997 vydal také další autobiografii Cash: The Autobiography.

### Stáří a smrt

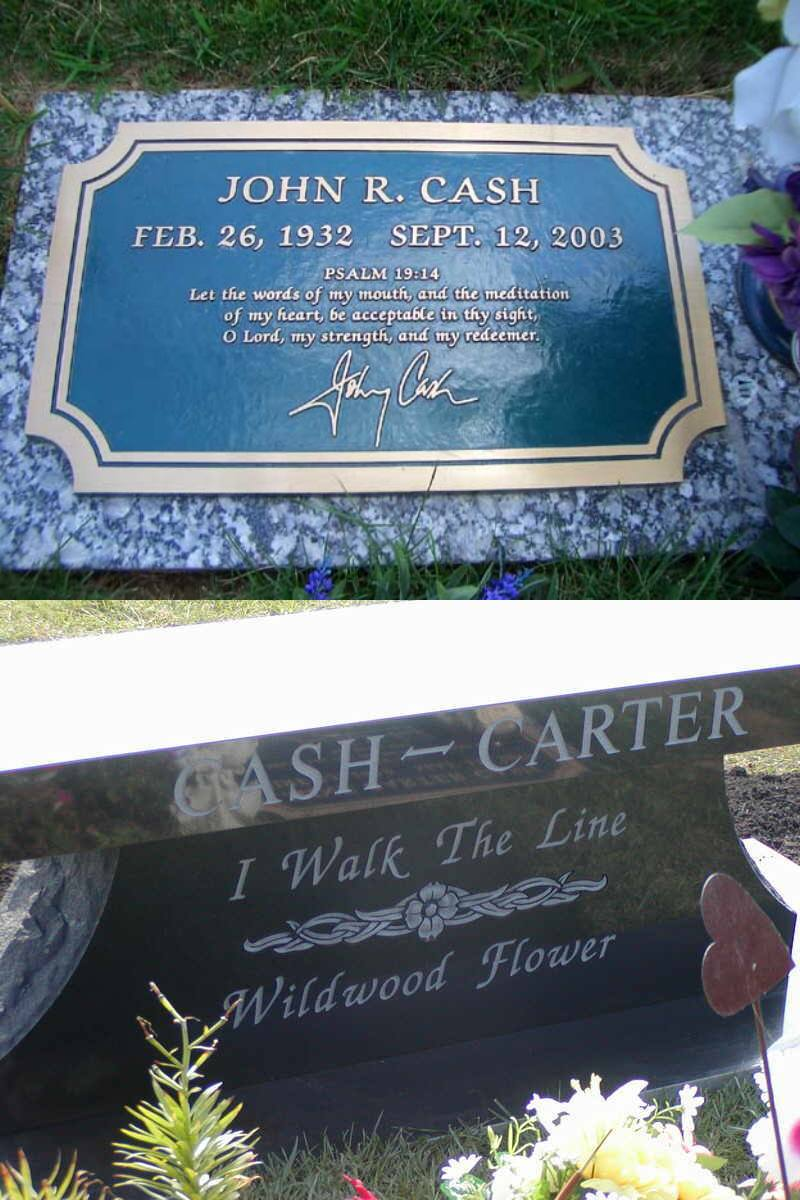
Hrob Johnnyho Cashe a jeho ženy

V roce 1997 těžce onemocněl, jeho zdravotní potíže byly způsobeny cukrovkou. Z důvodu nemoci musel redukovat vystoupení. V roce 1998 dostal zápal plic a byl hospitalizován. Nemoc výrazně ovlivnila jeho poslední alba American III: Solitary Man (2000) a American IV: The Man Comes Around (2002), která mají temnější nádech než první dvě alba u American Recordings. Video k písni „Hurt“ z alba American IV, coververze písně Trenta Reznora z Nine Inch Nails, bývá označováno za Cashův epitaf. V písni se dívá zpět za svým životem a vyjadřuje pocity lítosti.
Cashova žena June Carter Cash zemřela 15. května 2003 ve věku sedmdesát tři let. June manželovi řekla, ať pokračuje v práci, a tak i nadále koncertoval. Na posledním koncertě se objevil 5. července 2003.
Johnny Cash zemřel méně než čtyři měsíce po své ženě, 12. září 2003, v nemocnici Baptist Hospital v Nashvillu v Tennessee, následkem těžkých komplikací cukrovky. Byl pochován vedle svojí ženy v Hendersonville v Tennessee.
24. května 2005 zemřela Vivian Libertová, Cashova první žena, při operaci rakoviny plic.
V lednu 2006 byl Cashův dům u jezera v Hendersonville v Tennessee prodán zpěvákovi skupiny Bee Gees Barry Gibbovi a jeho ženě Lindě za cenu 2,3 milionu dolarů, dům ale 10. dubna 2007 shořel.
4. července 2006 vyšlo album American V: A Hundred Highways, na kterém se objevily písně nahrané těsně před Cashovou smrtí. Posmrtně vydané album se dostalo na vrchol hitparády Billboard Top 200. Zájem o hudbu zesnulého zpěváka se pokusili využít hudebníci v čele s raperem Snoop Doggem, když v roce 2009 vydali album remixů Johnny Cash Remixed, to ale u kritiky propadlo. Vydání alba American VI: Ain't No Grave, poslední desky ze série American Recordings, naplánoval Rick Rubin na konec února 2010.

## Cashův význam a pocty

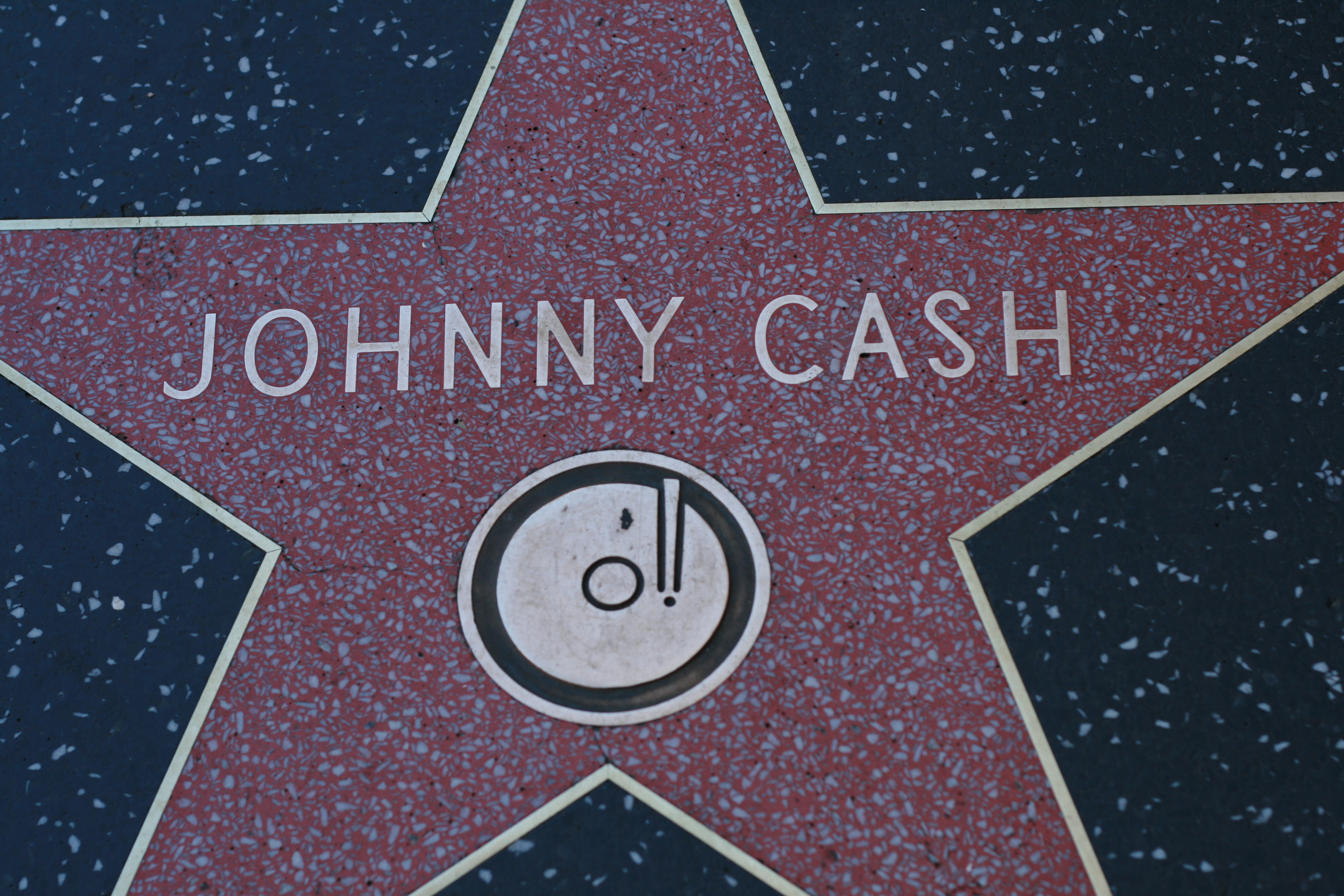
Hvězda na Hollywoodském chodníku slávy

Podle mnoha hudebních kritiků se stal jedním z nejvýznamnějších amerických zpěváků dvacátého století, v žebříčku časopisu Rolling Stone 100 Greatest Artists of All Time se umístil na 31. místě. V žebříčku The RS 500 Greatest Songs of All Time se umístilo hned několik Cashových písní, v první stovce to byly „I Walk the Line“ (30.) a „Ring of Fire“ (87.).
V roce 2004 byl o jeho životě natočen film Walk the Line, ve kterém ho ztvárnil herec Joaquin Phoenix.
Cash je několikanásobným držitelem Grammy. Tuto cenu získal mimo jiné za celoživotní dílo, v kategorii country pak sbíral ceny za nejlepší písně, alba i nejlepší mužský hlas. Poslední Grammy mu získal posmrtně vydaný videoklip k písni „God's Gonna Cut You Down“.
Má hvězdu na Hollywoodském chodníku slávy.

## Populární písně
- „Hey Porter“
- „Big River“
- „Cry, Cry, Cry“
- „Folsom Prison Blues“
- „I Walk the Line“
- „Don't Take Your Guns to Town“
- „Ring of Fire“
- „Orange Blossom Special“
- „Daddy Sang Bass“
- „A Boy Named Sue“
- „Casey Jones“
- „Cocaine blues“
- „Jackson“
- „Hurt“
- „Personal Jesus“
- „God's Gonna Cut You Down“
- „Redemption Day“
- „Ain't No Grave“
- „Solitary man“

## Johnny Cash v Praze
Tuto legendu si mohli na čtyřech koncertech během dvou dnů poslechnout i čeští fanoušci v roce 1978. Koncerty (pořádané agenturou Pragokoncert) se konaly v tehdejší Sportovní hale v Holešovicích, Cashe doprovázela jeho kapela "Trojka z Tennessee" (The Tennessee Three) i jeho žena June Carter Cash. Komentář obstaral Pavel Bobek. Z jednoho z koncertů vznikl i záznam, odvysílaný nedlouho poté v Československé televizi pod názvem Johnny Cash v Praze (režie: Ivo Paukert).